# Renault Clio V
La Renault Clio est une automobile citadine du constructeur automobile français Renault, commercialisée depuis le 2 avril 2019. Il s'agit de la cinquième génération de Clio après la Clio I de 1990, la Clio II de 1998, la Clio III en 2005 et la Clio IV de 2012, vendues à 15 millions d'exemplaires cumulés. Elle est la première génération de la lignée Clio à voir sa production entièrement délocalisée hors de France. Elle est la voiture la plus vendue en France en 2023.

## Présentation
Le 28 janvier 2019, Renault dévoile l'habitacle et la planche de bord de la cinquième génération de sa citadine (code interne BJA). Puis le lendemain, le 29 janvier 2019, le constructeur dévoile la ligne de sa citadine, avant son exposition publique au Salon international de l'automobile de Genève 2019 sur le stand Renault du Palais des expositions et des congrès de Genève.
Avec la Clio V, Laurens van den Acker, directeur du Design du groupe Renault, lance sa troisième marguerite qui donnera la nouvelle orientation stylistique de la marque avec moins de rondeurs et plus de simplicité dans les lignes.
La Clio n'est plus produite en France mais uniquement en Turquie et en Slovénie alors que l'usine de Flins produisait historiquement la Clio.
Elle est commercialisée à partir de novembre 2020 au Japon sous le nom de Renault Lutecia avec le 4-cylindres 1.3 TCe 130 ch associé à la boîte automatique (EDC) à sept rapports.

### Phase 2

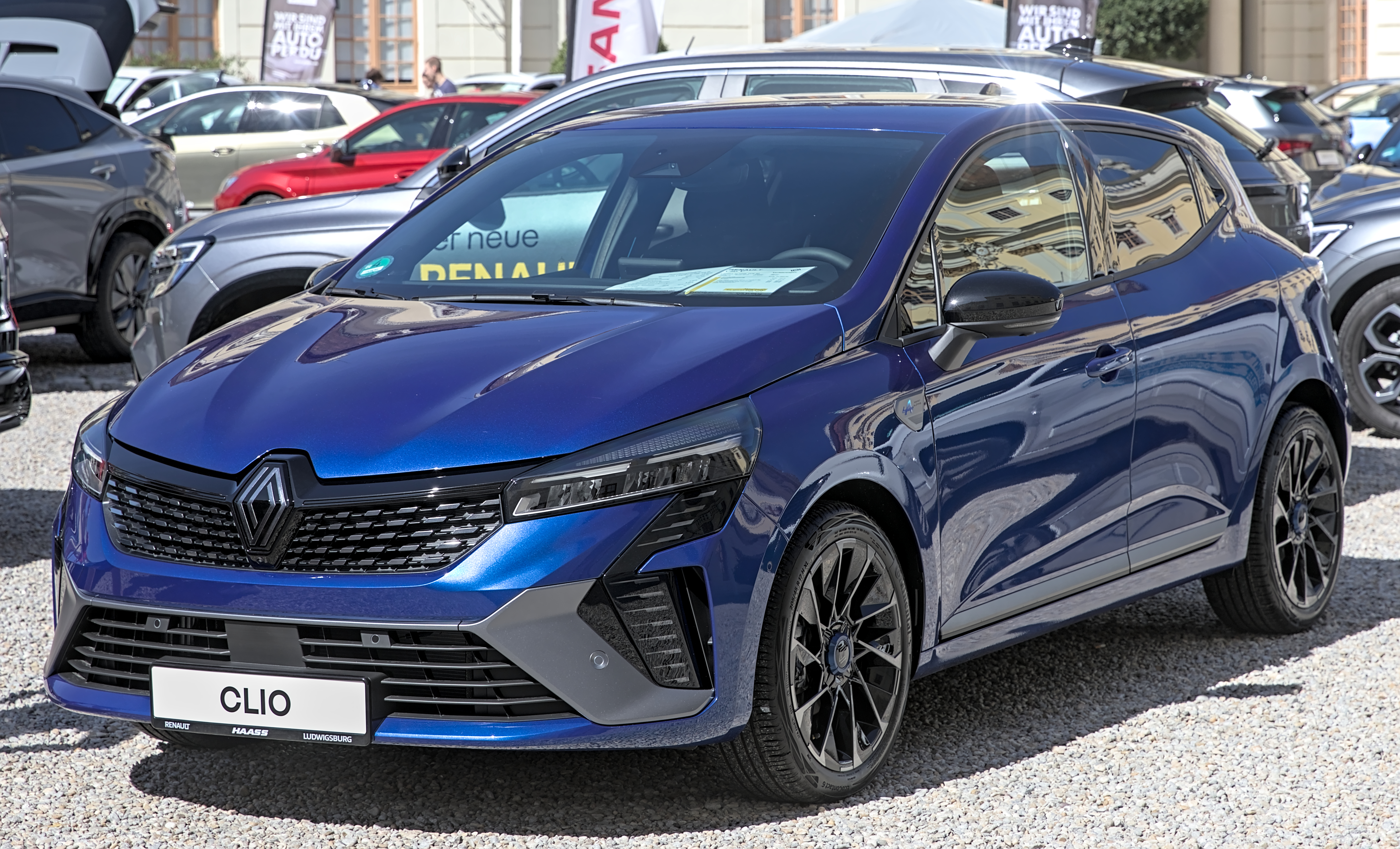
Clio V restylée

La version restylée de la Clio est présentée le 18 avril 2023. Elle hérite d'une toute nouvelle face avant qui inaugure le nouveau style Renault. Elle reprend les moteurs de la phase 1 comme le bloc hybride, le Blue dCi en Diesel ainsi que les trois blocs 3 cylindres, SCe 65, TCe 90 et TCe 100 (compatible GPL).

## Caractéristiques techniques
La cinquième génération de Renault Clio est basée sur la plate-forme modulaire CMF-B « high spec » utilisée par les autos compactes de l'alliance Renault-Nissan.
La nouvelle Clio est plus courte de 12 mm, moins haute de 11 mm et gagne 7 mm en largeur par rapport à la Clio IV, tandis que son coffre augmente sa capacité à 391 dm3. Elle bénéficie d'un coefficient de traînée (SCx) de 0,64 m2, l'un des meilleurs de sa catégorie.

### Habitacle

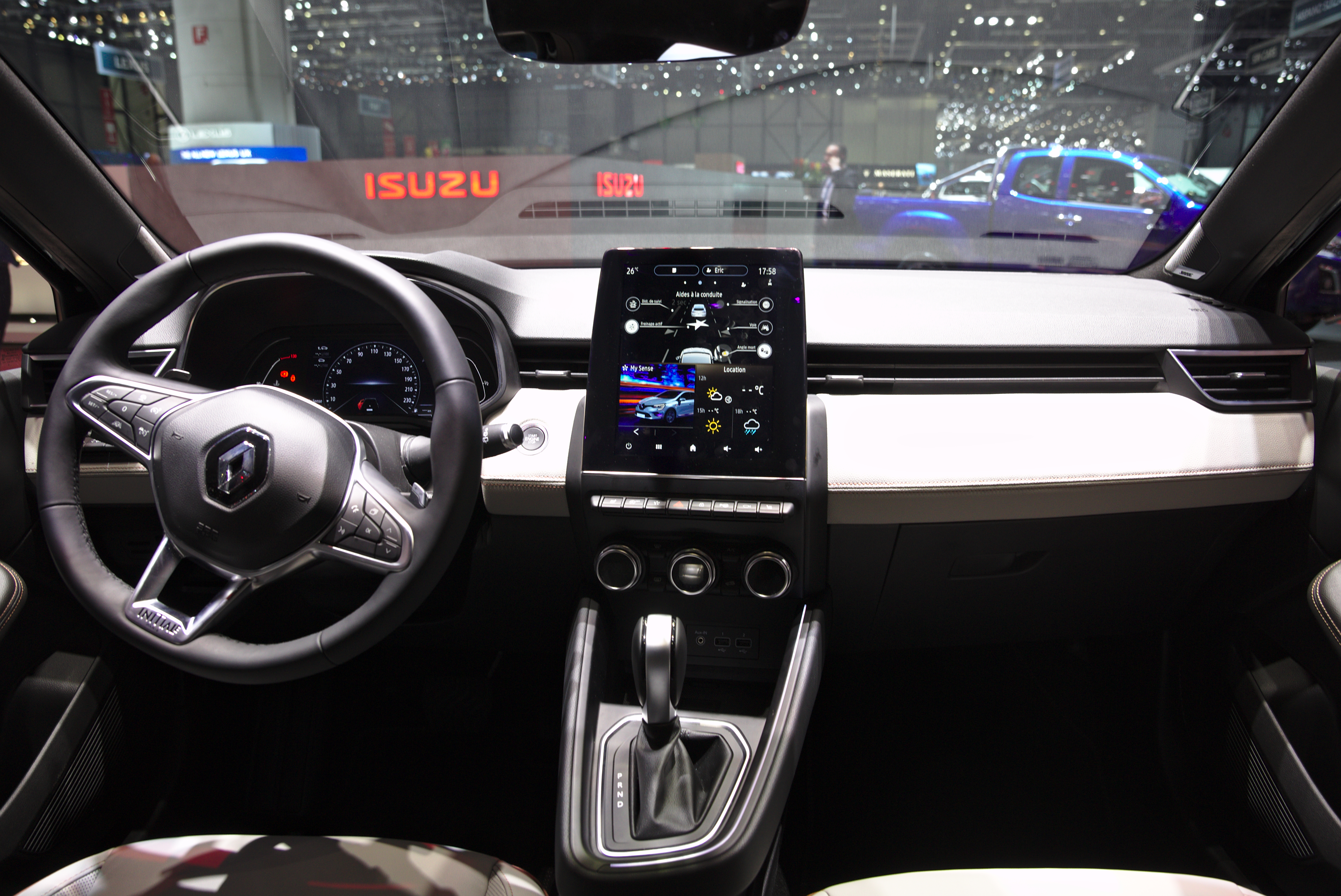
Intérieur

Elle reçoit un combiné d'instrumentation numérique constitué d'une dalle TFT de 18 cm en série (sauf sur la version de base), et de 25 cm sur les versions haut de gamme permettant d'afficher la navigation. Quant à la planche de bord, elle est équipée d'une tablette tactile multimédia, orientée vers le conducteur, de 18 cm en entrée de gamme et 24 cm sur les finitions les plus huppées, dotée du système Easy Link. Cet habitacle numérique est nommé « Smart Cockpit ».
Sous la tablette d'info-divertissement, des touches « piano » sont implantées donnant accès aux divers menus, alors que les commandes de ventilation et chauffage restent accessibles sans passer par l'interface numérique, avec des commutateurs rotatifs qui reçoivent un affichage numérique en leur centre pour les versions supérieures. Le bouton Start/Stop migre pour sa part sur la planche de bord entre la tablette et le combiné numérique.

### Design
La ligne générale de la nouvelle Clio reste très proche de sa devancière, au point de ressembler à un restylage de la quatrième génération. Les faces latérales de la Clio V sont semblables à celles de la Clio IV et se rapprochent également de la Mégane IV. L'équipe de design de Laurens Van Den Acker a souhaité dynamiser à nouveau le style de la gamme Renault, et trouver l'équilibre avec la Clio. Ainsi la ligne de profil évolue très peu, à l'image de Volkswagen avec sa Golf, bien que tous les éléments de carrosserie soient inédits. Il n'y a plus de vitre latérale après les portes arrière (custode), tandis que la baguette latérale s'est amincie et affiche dorénavant le monogramme « CLIO ».
Les optiques avant Full LED, de série sur toutes les finitions, sont associés à des feux de jour en forme de C, comme sur la Mégane, et les feux arrière en pointe reçoivent une signature en forme de C également. Le contour des vitres est intégralement chromé sur la finition Intens (devenue Techno en 2022) et les montants centraux des portes sont laqués.
Les designers de la Clio V sont Pierre Sabas (pour l'extérieur) et Magali Gouraud (habitacle),.
Phase 1

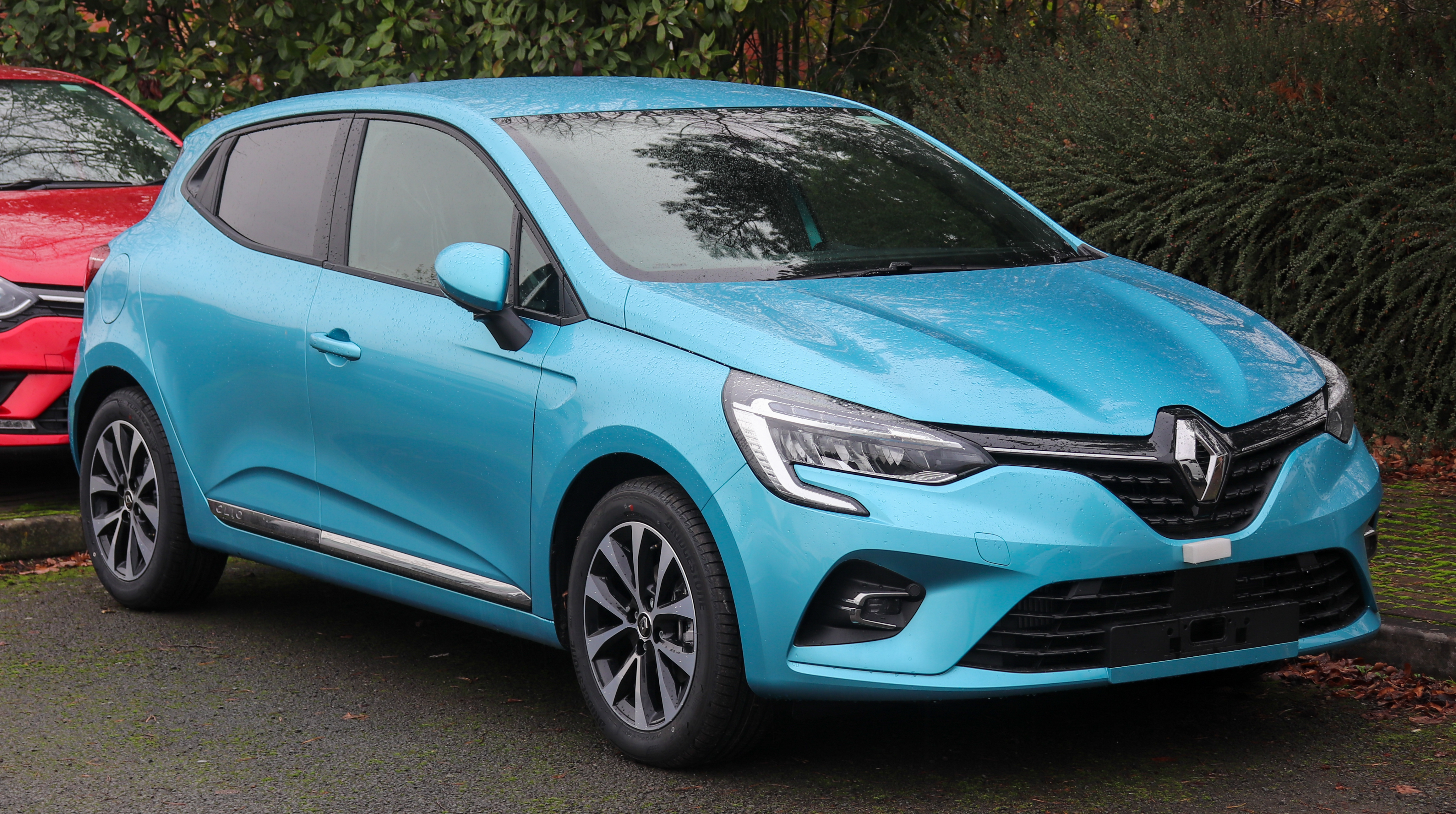
Vue de l'avant
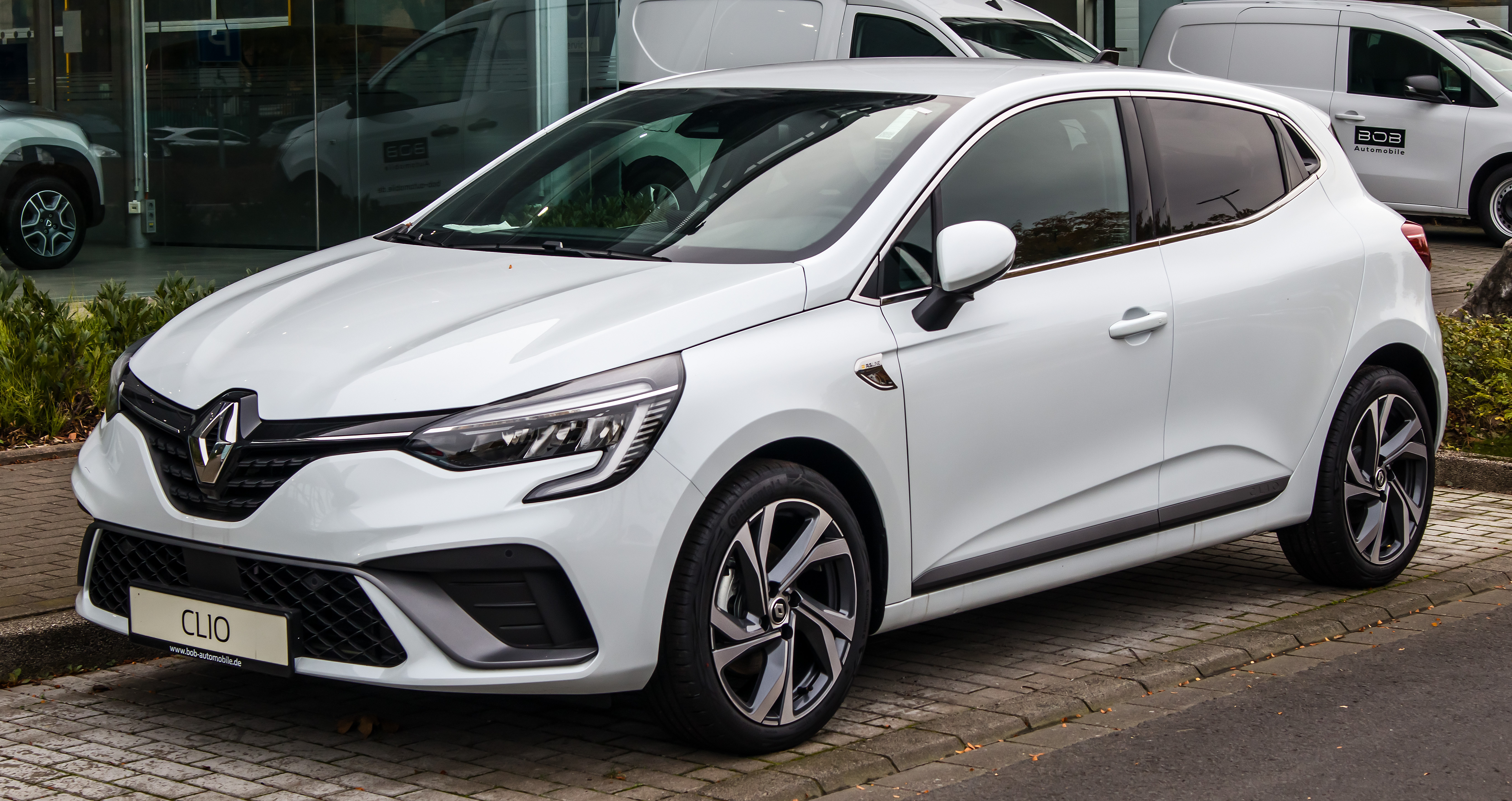
Vue de l'avant (finition R.S. Line)
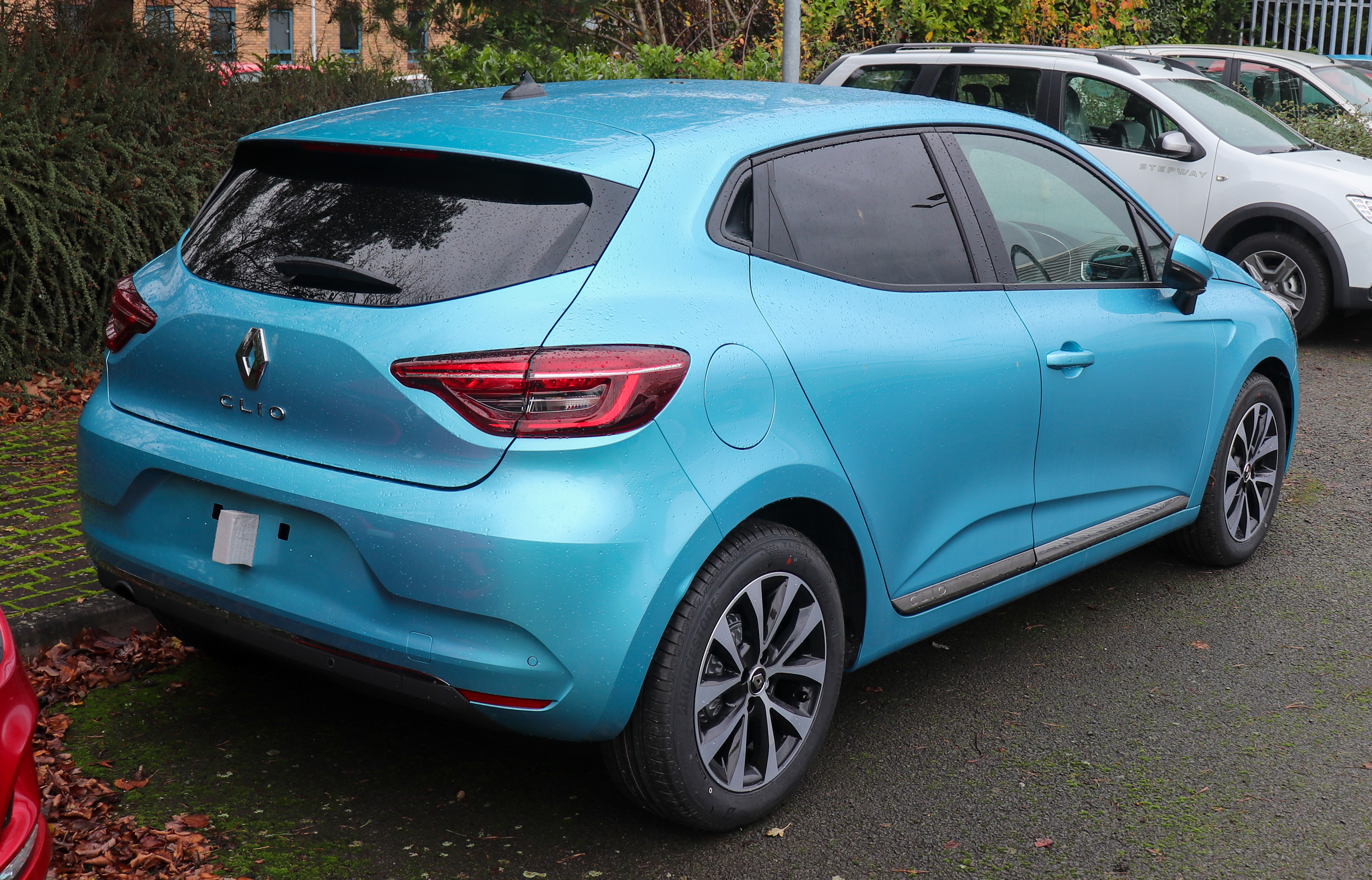
Vue de l'arrière
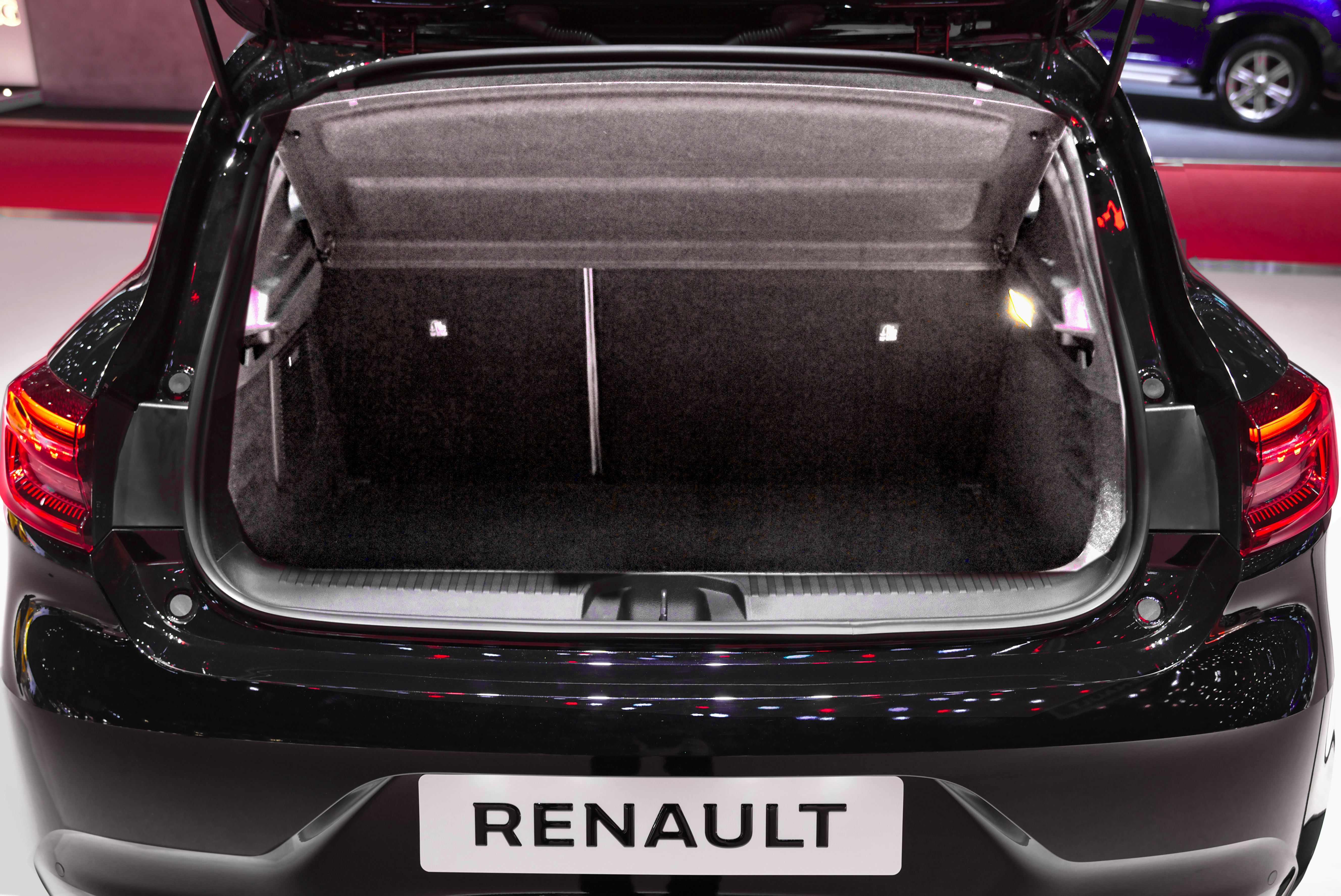
Coffre

Phase 2

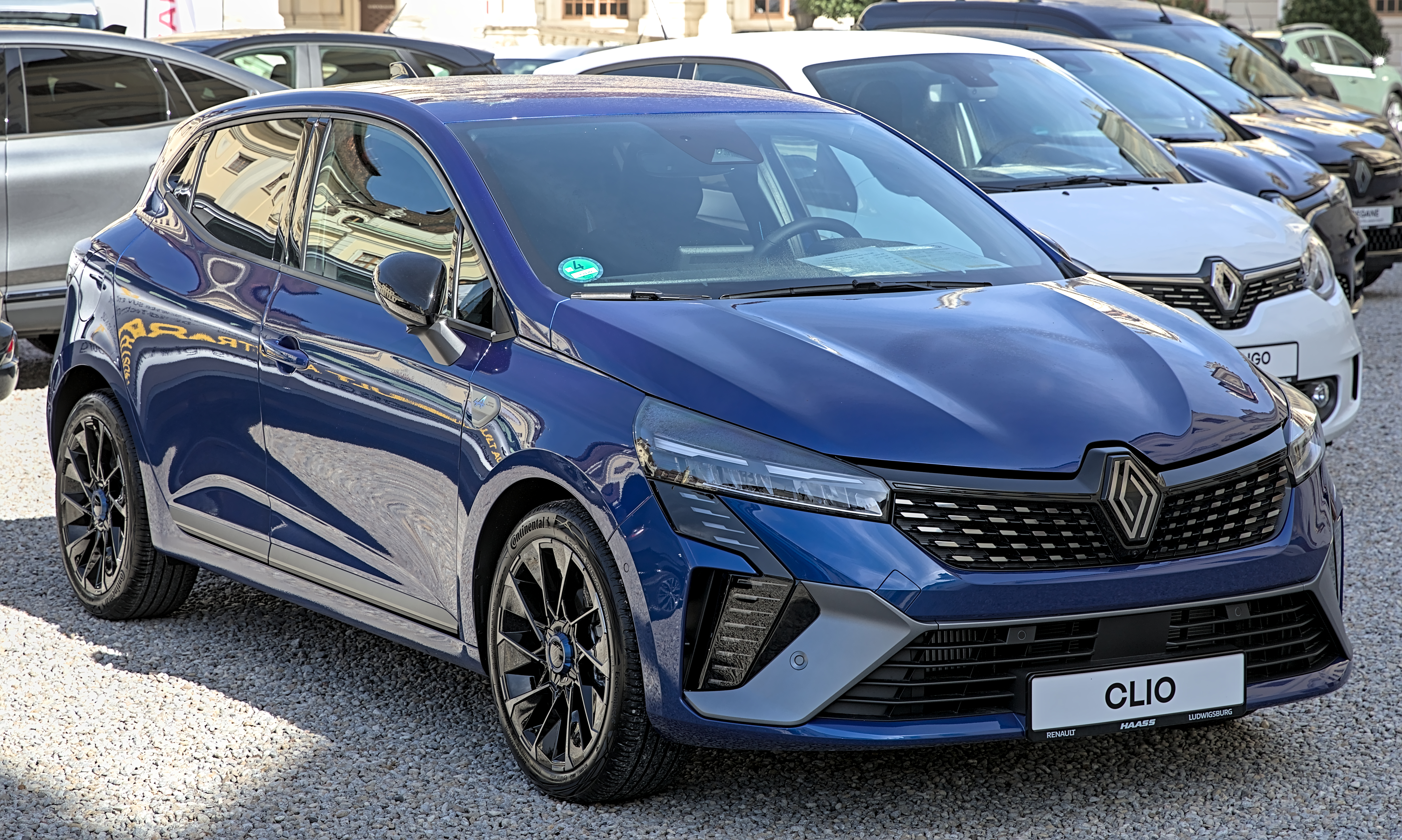
Vue de l'avant (finition Esprit Alpine)
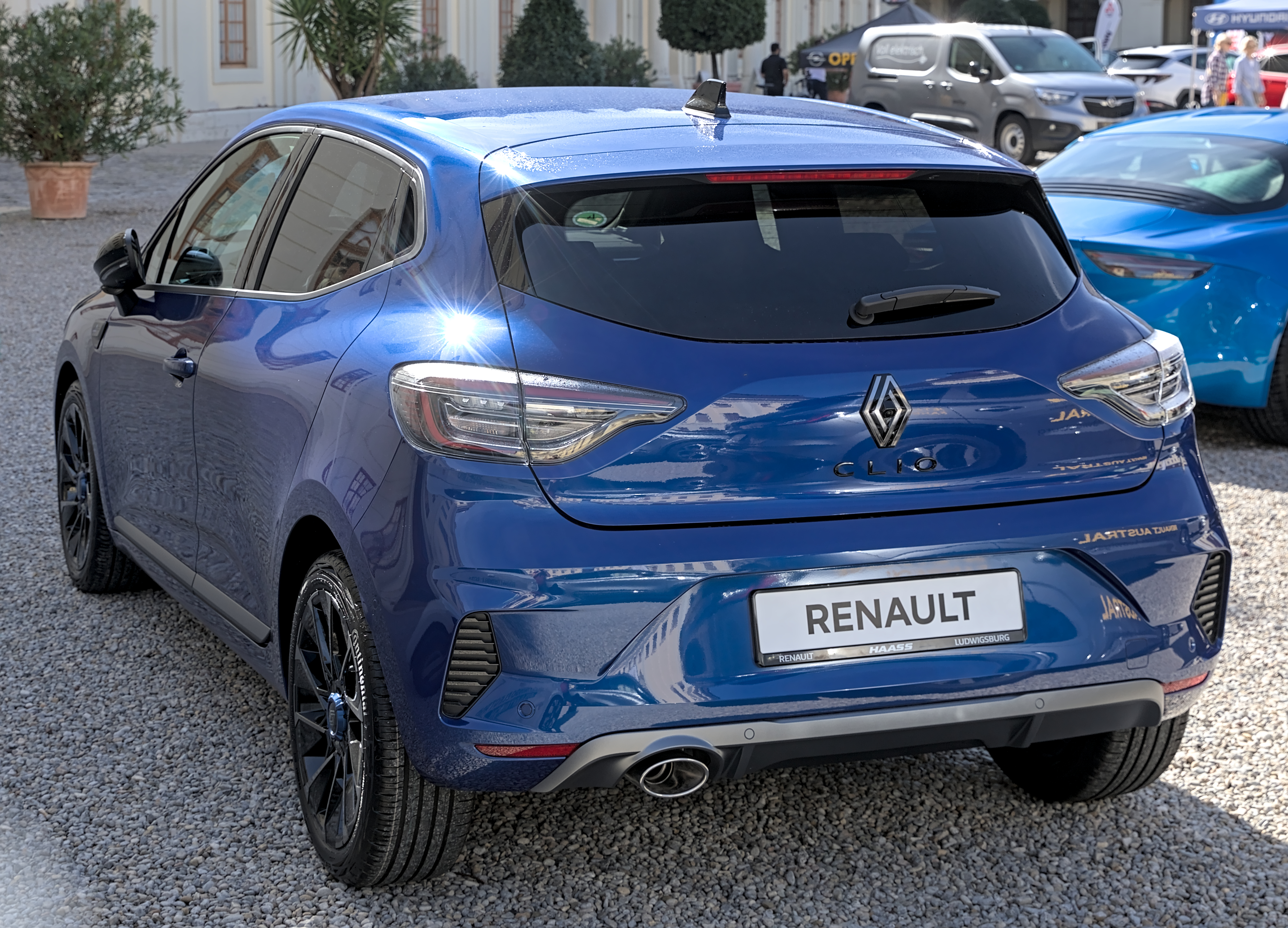
Vue de l'arrière (finition Esprit Alpine)
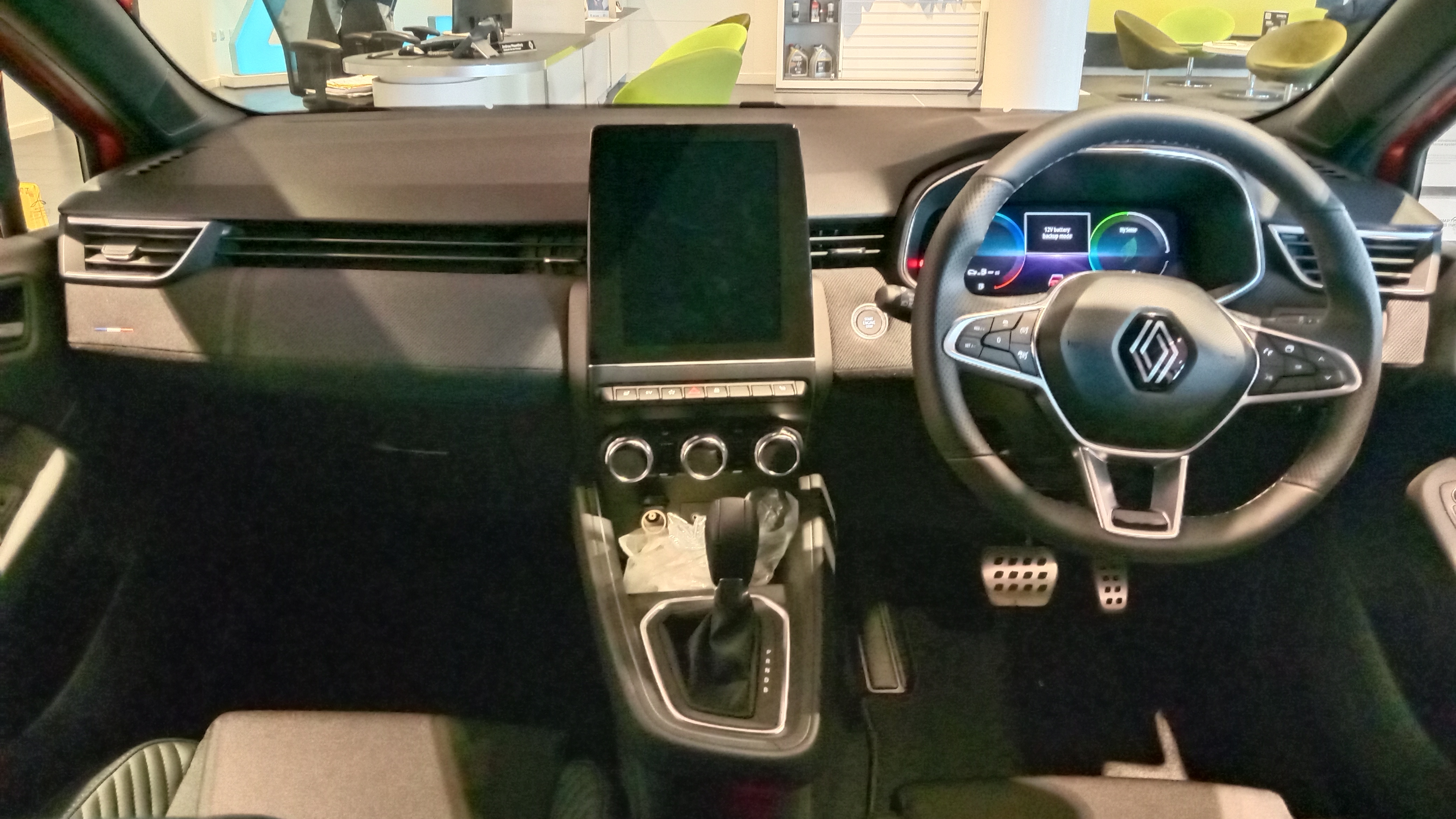
Intérieur (finition Esprit Alpine, conduite à droite)

### Motorisations
La Clio V reçoit de nouvelles motorisations, à savoir :
- en essence les 3-cylindres 1,0 litre TCe de 100 ch et 4 cylindres 1,3 litre TCe de 130 ch, ainsi que le 3-cylindres 1,0 litre SCe de 65 ou 75 ch provenant de sa prédécesseure.
- en diesel, le 4-cylindres 1,5 litre Blue dCi est reconduit avec des puissances de 85 et 115 ch. La production des moteurs diesel est arrêtée à partir du mois de décembre 2020[19] avant de reprendre mi-2021 dans une version 100 ch Euro 6d Full (avec AdBlue).

À partir de février 2020, le 1.0 TCe 100 est disponible avec une boîte CVT ou en version GPL. En 2021, pour respecter les nouvelles normes antipollution, le TCE 100 ch passe à 90 ch en boîte manuelle à 6 rapports contre 5 auparavant et gagne un filtre à particules.
En 2023, Renault abandonne le 1.3 TCe 130 et 140 suite à des mauvaises ventes.
Clio E-Tech
Une version E-Tech Hybrid est proposée depuis janvier 2020. Elle est équipée d'un moteur 1,6 litre 91 ch H4M Renault-Nissan, à cycle de combustion Atkinson, associé à un alterno-démarreur de 20 ch et un moteur électrique de 48 ch, pour une puissance cumulée de 140 ch. L'énergie générée (par récupération ou produite grâce au moteur thermique) est stockée dans une batterie lithium-ion de 1,2 kWh autorisant un parcours de 3 à 4 km en tout électrique. L'alterno-démarreur est directement relié au moteur thermique. Son rôle est de le démarrer, de l'assister ou de produire de l'électricité. Le moteur-générateur principal se trouve à l'extrémité de la boite de vitesses robotisée à crabots. Celle-ci permet d'obtenir en tout, grâce à ses "4+2" rapports + neutres, 15 combinaisons possibles pour faire face à toutes sortes de situations. Exemples : déconnecter le moteur-générateur principal si le petit alterno-démarreur est suffisant pour améliorer l’efficience, ou à l'arrêt, entrainer le moteur-générateur principal grâce au moteur thermique pour recharger la batterie. Cette boite robotisée et électrifiée est nommée Locobox en interne chez le constructeur. Elle est spécifique aux véhicules hybrides de la marque.
La Clio hybride est légèrement améliorée en 2022 ; elle devient ainsi plus performante. Grâce à une mise à jour de la gestion de la puissance électrique, la puissance maximale de la citadine gagne 5 ch.
| Logo de Renault              | Renault Clio V (données constructeur) | Renault Clio V (données constructeur) | Renault Clio V (données constructeur) | Renault Clio V (données constructeur) | Renault Clio V (données constructeur) | Renault Clio V (données constructeur) | Renault Clio V (données constructeur) | Renault Clio V (données constructeur) | Renault Clio V (données constructeur) | Renault Clio V (données constructeur)                         | Renault Clio V (données constructeur)                         | Renault Clio V (données constructeur) | Renault Clio V (données constructeur) | Renault Clio V (données constructeur) |
| Logo de Renault              | 1.0 SCe                               | 1.0 SCe                               | 1.0 TCe                               | 1.0 TCe                               | 1.0 TCe                               | 1.0 TCe                               | 1.0 TCe GPL                           | 1.3 TCe                               | 1.3 TCe                               | 1.6 E-Tech Hybrid                                             | 1.6 E-Tech Hybrid                                             | 1.5 Blue dCi                          | 1.5 Blue dCi                          | 1.5 Blue dCi                          |
| ---------------------------- | ------------------------------------- | ------------------------------------- | ------------------------------------- | ------------------------------------- | ------------------------------------- | ------------------------------------- | ------------------------------------- | ------------------------------------- | ------------------------------------- | ------------------------------------------------------------- | ------------------------------------------------------------- | ------------------------------------- | ------------------------------------- | ------------------------------------- |
| Disponibilité                | 04/2019 -                             | 06/2019 - 11/2020                     | 04/2019 - 12/2020                     | 04/2019 - 12/2020                     | 02/2021 -                             | 02/2021 -                             | Fin 2020                              | 07/2020 - 2021                        | 2021 - 2023                           | 04/2020 - 2023                                                | 2023 -                                                        | 04/2019 - 12/2020                     | 04/2019 - 12/2020                     | 06/2021 -                             |
| Moteur                       | 3-cylindres                           | 3-cylindres                           | 3-cylindres                           | 3-cylindres                           | 3-cylindres                           | 3-cylindres                           | 3-cylindres + GPL                     | 4-cylindres                           | 4-cylindres                           | 4-cylindres à cycle Atkinson + E-Motor + HSG                  | 4-cylindres à cycle Atkinson + E-Motor + HSG                  | 4-cylindres                           | 4-cylindres                           | 4-cylindres                           |
| Dénomination                 | Moteur B4D                            | Moteur B4D                            | Moteur H4D                            | Moteur H4D                            | Moteur H4D                            | Moteur H4D                            | Moteur H4D                            | Moteur H5H                            | Moteur H5H                            | Thermique : Moteur H4M                                        | Thermique : Moteur H4M                                        | Moteur K9K                            | Moteur K9K                            | Moteur K9K                            |
| Admission                    | Atmosphérique                         | Atmosphérique                         | Turbocompressé                        | Turbocompressé                        | Turbocompressé                        | Turbocompressé                        | Turbocompressé                        | Turbocompressé                        | Turbocompressé                        | Atmosphérique                                                 | Atmosphérique                                                 | Turbocompressé                        | Turbocompressé                        | Turbocompressé                        |
| Cylindrée (cm3)              | 999                                   | 999                                   | 999                                   | 999                                   | 999                                   | 999                                   | 999                                   | 1333                                  | 1333                                  | 1598                                                          | 1598                                                          | 1461                                  | 1461                                  | 1461                                  |
| Puissance maximale (ch) [kW] | 65 [48]                               | 75 [55]                               | 100 [73]                              | 100 [73]                              | 90 [67]                               | 90 [67]                               | 100 [73]                              | 130 [95]                              | 140 [103]                             | 140 [103] (thermique) 91 [67] (E-Motor) 49 [37] (HSG) 20 [15] | 143 [105] (thermique) 94 [69] (E-Motor) 49 [37] (HSG) 20 [15] | 85 [63]                               | 115 [84]                              | 100 [74]                              |
| au régime de (tr/min)        | 6 250                                 | 6 250                                 | 5 000                                 | 5 000                                 | 5 000                                 | 5 000                                 | 5 000                                 | 5 000                                 | 5 000                                 | 5 600                                                         | 5600                                                          | 3 750                                 | 3 750                                 | 3 750                                 |
| Couple maximal (N.m)         | 95                                    | 95                                    | 160                                   | 160                                   | 160                                   | 160                                   | 160                                   | 240                                   | 260                                   | (Thermique) 144 (E-Motor) 205 (HSG) 50                        | (Thermique) 148 (E-Motor) 205 (HSG) 50                        | 220                                   | 260                                   | 260                                   |
| au régime de (tr/min)        | 3 600                                 | 3 600                                 | 2 750                                 | 2 750                                 | 2 000                                 | 2 000                                 | 2 750                                 | 1 600                                 | 1 600                                 | 3 200                                                         | 3200                                                          | 1 750                                 | 2 000                                 | 1 750                                 |
| Boîte de vitesses            | Manuelle 5 rapports (BVM5)            | Manuelle 5 rapports (BVM5)            | Manuelle 5 rapports (BVM5)            | CVT (X-Tronic)                        | Manuelle 6 rapports (BVM6)            | CVT (X-Tronic)                        | Manuelle 5 rapports (BVM5)            | Automatique 7 rapports (EDC7)         | Manuelle 6 rapports (BVM6)            | Automatique multimodes à 15 combinaisons                      | Automatique multimodes à 15 combinaisons                      | Manuelle 6 rapports (BVM6)            | Manuelle 6 rapports (BVM6)            | Manuelle 6 rapports (BVM6)            |
| Transmission                 | Traction                              | Traction                              | Traction                              | Traction                              | Traction                              | Traction                              | Traction                              | Traction                              | Traction                              | Traction                                                      | Traction                                                      | Traction                              | Traction                              | Traction                              |
| Vitesse maximale (km/h)      | 160                                   | 162                                   | 187                                   | 182                                   | 180                                   | 175                                   | 188                                   | 200                                   | 205                                   | 186                                                           | 174                                                           | 178                                   | 197                                   | 188                                   |
| 0-100 km/h (s)               | 17,1                                  | 16,4                                  | 11,8                                  | 11,5                                  | 12,2                                  | 12,4                                  | 12,5                                  | 9,0                                   | 8,8                                   | 9,8                                                           | 9,4                                                           | 14,7                                  | 9,9                                   | 11,4                                  |
| Consommation (L/100 km)      | 5,2                                   | 5,4                                   | 5,6/3,7/4,4                           | 6,2/4,4/5,1                           | 5,2                                   | 5,7                                   | 5,9/3,8/4,6                           | 6,7/4,3/5,2                           | 5,4                                   | 4,3                                                           | 4,2                                                           | 4,3/3,2/3,6                           | 4,2                                   | 4,2                                   |
| Émissions de CO2 (g/km)      | 120                                   | 120                                   | 116                                   | 131                                   | 117                                   | 129                                   | 105                                   | 130                                   | 122                                   | 96                                                            | 94                                                            | 109                                   | 110                                   | 111                                   |
| Capacité du réservoir (L)    | 42 (essence)                          | 42 (essence)                          | 42 (essence)                          | 42 (essence)                          | 42 (essence)                          | 42 (essence)                          | 39 (essence) + 32 (GPL)               | 42 (essence)                          | 42 (essence)                          | 39 (essence) + 1,2 kWh (batterie)                             | 39 (essence) + 1,2 kWh (batterie)                             | 39 (gasoil) + 12 (AdBlue)             | 39 (gasoil) + 12 (AdBlue)             | 39 (gasoil) + 12 (AdBlue)             |
| Masse à vide (kg)            | 1 042                                 | 1 042                                 | 1 090                                 | 1 112                                 | 1 082                                 | 1 115                                 | 1 253                                 | 1 158                                 | 1 211                                 | 1 238                                                         | 1273                                                          | 1 189                                 | 1 173                                 | 1 173                                 |
| Norme environnementale       | Euro 6d Full                          | Euro 6d Temp                          | Euro 6d Temp                          | Euro 6d Temp                          | Euro 6d Full                          | Euro 6d Full                          | Euro 6d Full                          | Euro 6d Temp                          | Euro 6d Full                          | Euro 6d Full                                                  | Euro 6d Full                                                  | Euro 6d Temp                          | Euro 6d Temp                          | Euro 6d Full                          |

## Finitions
La Clio propose 8 ambiances intérieures et 8 couleurs d’éclairage d’ambiance, ainsi que 2 packs colorés ajoutant un liseré de couleur sur les ailettes d'aération, le contour de levier de vitesses et la planche de bord.
Elle est disponible en 5 finitions (Tarifs d'avril 2019) :
La finition Initiale Paris est arrêtée en juin 2021.
| Versions         | Finitions | Finitions | Finitions | Finitions | Finitions      |
|                  | Life      | Zen       | Intens    | R.S. Line | Initiale Paris |
| ---------------- | --------- | --------- | --------- | --------- | -------------- |
| 1.0 SCe 65       | 14 100 €  | -         | -         | -         | -              |
| 1.0 SCe 75       | 14 600 €  | 16 500 €  | -         | -         | -              |
| 1.0 TCe 100      | -         | 17 800 €  | 20 100 €  | 21 400 €  | 23 000 €       |
| 1.3 TCe 130      | -         | -         | 22 800 €  | 24 100 €  | 26 000 €       |
| 1.5 Blue dCi 85  | -         | 19 300 €  | -         | -         | -              |
| 1.5 Blue dCi 115 | -         | 20 600 €  | 22 900 €  | 24 200 €  | 26 100 €       |

À partir de février 2022, Renault renouvelle sa gamme et renomme les finitions de la Clio :
| Versions               | Finitions | Finitions | Finitions | Finitions | Finitions |
|                        | Authentic | Equilibre | Evolution | Techno    | RS Line   |
| ---------------------- | --------- | --------- | --------- | --------- | --------- |
| 1.0 SCe 65             | 16 500 €  | -         | 19 450 €  | -         | -         |
| 1.0 TCe 90             | -         | 19 350 €  | 20 700 €  | 21 850 €  | -         |
| 1.0 TCe 90 X-tronic    | -         | -         | 22 300 €  | -         | -         |
| 1.0 TCe 100 GPL        | -         | -         | 21 200 €  | -         | -         |
| 1.3 TCe 140            | -         | -         | -         | 23 600 €  | 25 450 €  |
| 1.5 Blue dCi 100       | -         | -         | 22 450 €  | -         | -         |
| 1.6 E-Tech hybride 145 | -         | 22 100 €  | 23 450 €  | 24 600 €  | 26 450 €  |

En mai 2022, l'ensemble de la gamme subit une augmentation des tarifs:
- 250 € supplémentaires pour la version hybride ;
- 550 € supplémentaires pour les autres versions.

En juin 2022, sur les modèles équipés de la motorisation E-Tech hybride 145, la finition R.S. Line est remplacée par la finition E-Tech Engineered. Cette nouvelle finition de distingue par des touches de doré. La R.S. Line reste disponible sur le 1.3 TCe 140.

### Séries spéciales
- Première Edition : destinée à la version hybride de la Clio, cette série spéciale basée sur la finition Intens ajoute les feux antibrouillard à LED, caméra de recul, vitres sur-teintées ainsi que l'écran 24 cm. À l'extérieur, cette série spéciale arbore des éléments bleus, rétroviseurs noirs ainsi que des autocollants orange et bleu[30].
- Cool Chic[31]
- Team Rugby (1 300 exemplaires)[32]
- Limited (à partir de mars 2021)[33]
- Lutecia (à partir de septembre 2021)[34]

## Ventes
| Année | Ventes en France (véhicules particuliers + véhicules utilitaires) | Rang (VP+VU) | Ventes en France (VP) | Rang (VP) | Ventes en Europe | Rang    |
| ----- | ----------------------------------------------------------------- | ------------ | --------------------- | --------- | ---------------- | ------- |
| 2019  | 55 837                                                            | Inconnu      | 51 429                | 9e        | Inconnu          | Inconnu |
| 2020  | 101 762                                                           | 1re          | 84 031                | 2e        | 248602           | 2e      |
| 2021  | 96 825                                                            | 1re          | 85 247                | 2e        | 196243           | 4e      |
| 2022  | 73 688                                                            | 2e           | 64 012                | 3e        | 143561           | 10e     |
| 2023  | 111 741                                                           | 1re          | 97 471                | 1re       |                  |         |

Alors que, depuis de nombreuses années, la Clio était la voiture la plus vendue du groupe Renault dans le monde, sur les 3 premiers trimestres de l'année 2022, la Dacia Sandero est plus vendue dans le monde que les Renault Clio et Captur. La Clio finit à la troisième position, derrière les Sandero et Duster, avec 135 002 exemplaires vendus en 9 mois.

## Compétition
À l'occasion du Grand Prix de France de Formule 1, le constructeur au losange présente les versions compétition de la Clio V circuit (Cup), rallye (Rally) et rallycross (RX).
Les trois versions, développées à partir de la Clio R.S. Line, sont motorisées par le quatre cylindres 1.3 TCe gonflé à 170 ch, voire 180 ch, pour un couple de 280 à 320 N m. Ces Clio de compétition client, développés par Renault Sport Racing et assemblées à Dieppe, sont équipés d'un différentiel à glissement limité type ZF et d'une transmission séquentielle à 5 rapports.
Grâce à un kit de conversion, la Clio peut être engagée dans chacune des disciplines, à partir d'octobre 2019.

### Cup
Cette version peut être engagée dans la Coupe mono-marque « Clio Cup ».